# Sexyy Red
Sexyy Red, de son vrai nom Janae Nierah Wherry, née le 15 avril 1998 à Saint-Louis dans le Missouri, est une rappeuse américaine. En 2023, elle se fait connaître avec son single Pound Town. Ce single est ensuite remixé en mai 2023 avec Nicki Minaj sous le titre Pound Town 2 et est entré pour la première fois dans le classement du Billboard Hot 100 aux États-Unis. Le single suivant, SkeeYee, a connu le même succès puisque les deux chansons ont été incluses dans sa deuxième mixtape Hood Hottest Princess.
Billboard l'a déclarée comme « l'une des plus grandes artistes de l'été 2023 » et elle est nommée pour le titre de « Meilleure artiste hip-hop de l'année » aux BET Hip Hop Awards 2023. Son image publique, ses paroles et sa présence dans les médias sont décrites comme effrontément sexuelles et tapageuses.

## Biographie
Janae Nierah Wherry grandit dans les quartiers nord de Saint-Louis, dans le Missouri. Elle commence à rapper lorsque son petit ami la trompe et qu'elle décide d'écrire un clash à ce sujet. Elle adopte le nom de scène "Sexyy Red" dû à son apparence sexy et à cause du surnom "Red" que les autres lui donnait en raison de ses cheveux teints en rouge.

## Carrière
Janae Nierah Wherry publie sa première chanson Ah Thousand Jugs en 2018. En 2021, elle sort sa première mixtape Ghetto Superstar.
En janvier 2023, elle sort Pound Town avec Tay Keith, qui devient ensuite viral sur les réseaux sociaux en raison de ses paroles sexuelles. En avril, elle figure sur le remix de Slut Me Out de NLE Choppa. En mai, elle sort Pound Town 2 en collaboration avec Nicki Minaj, qui devient sa première entrée sur le Billboard Hot 100. En juin, elle sort la mixtape Hood Hottest Princess. En août 2023, Wherry rejoint officiellement Drake sur son It's All a Blur Tour en tant que première partie, après avoir été invitée aux concerts précédents. En octobre, elle collabore avec Drake et SZA sur Rich Baby Daddy de l'album For All The Dogs de Drake.

## Environnement artistique

### Influences
Janae Nierah Wherry déclare qu'elle est inspirée par les rappeurs Project Pat, Lil Wayne, Nicki Minaj, Three 6 Mafia, Boosie Badazz, Webbie, Chief Keef, Trina et Gucci Mane,,. Kyle Denis fait remarquer dans le magazine Billboard que ces artistes « incarnent l'énergie sans vergogne qui parcourt désormais chaque chanson de Sexyy Red », Wherry elle-même déclarant qu'elle cherche à imiter leur « intrépidité ». Elle a été fréquemment surnommée la "Female Gucci Mane" et a sorti une chanson portant ce titre sur sa mixtape Hood Hottest Princess.

### Style musical
Les paroles de Sexyy Red se concentrent sur des phrases plutôt que sur des métaphores et d'autres dispositifs plus classiques, Jayson Buford du magazine Rolling Stone écrivant « qu'elle s'abstient du lyrisme traditionnel ». Il la décrit également comme une « rappeuse classique du Sud ». Eric Skelton du magazine Complex qualifie quant à lui ses chansons comme étant « pleines de paroles virales ». Red a déclaré que sa vie quotidienne était la principale source d'inspiration pour sa musique. En raison de la nature souvent hautement sexuelle de ses paroles, elle a été qualifiée de figure éminente du "pussy rap", bien qu'elle rejette cette classification et ait exprimé son exaspération d'être réduite à ses chansons sexuelles. Red est également connue pour sa voix et son flow distinctifs. Elle a reçu des éloges pour son « authenticité » et son « énergie », qui sont citées comme les facteurs de son succès auprès d'un large public.

« Je ne suis pas d'accord avec cette classification de "pussy rap", parce que pourquoi est-ce la seule chose dont tu m'as entendu parler ? C'est la seule chose que tu as retiré de tout ce que je viens de dire ? Tu m'entends juste dire "coochie " ? Je déteste quand ils disent ça. Je rappe juste sur ma vie quotidienne. Les filles qui vivent comme moi, je rappe juste sur ce que nous traversons. Je ne passe pas mon temps à parler de coochie toute la journée. »

— Sexyy Red à propos des thèmes de ses paroles

## Vie privée
Sexyy Red a un fils né en 2020. Le 15 octobre 2023, elle annonce qu'elle est enceinte. En février 2024, elle donne naissance à une fille.
En août 2023, Janae Nierah Wherry révèle sur le podcast de Lil Yachty et MitchGoneMad, Safe Place, qu'elle a été victime d'un viol.
En octobre 2023, lors d'un podcast avec Theo Von, elle exprime une affinité pour l'ancien président américain Donald Trump.

## Discographie

### Mixtapes
- 2021 : Ghetto Superstar
- 2023 : Hood Hottest Princess